# ایساو هومما
ایساو هومما (انگلیسی: Isao Homma؛ زادهٔ ۱۹ آوریل ۱۹۸۱) بازیکن فوتبال اهل ژاپن است.
از باشگاه‌هایی که در آن بازی کرده‌است می‌توان به باشگاه فوتبال آلبیرکس نیگاتا، باشگاه ورزشی توچیگی، و باشگاه ورزشی توچیگی، اشاره کرد.